# Awich
Akiko Urasaki (Naha, Japan, 16. prosinca 1986.), poznatija po svom umjetničkom imenu Awich (エーウィッチ Awhich), japanska je reperica, pjevačica, pjesnikinja i redateljica videospotova. Umjetničko ime je uzela kao skraćenicu od Asia Wish Child, što je doslovni prijevod, s japanskog na engleski jezik, njenog osobnog imena Akiko (亜希子).Reperica - Awich  Arhivirana inačica izvorne stranice od 22. ožujka 2018. (Wayback Machine) The Japanese Rap (pristupljeno 21. ožujka 2018.)</ref>
Rođena je u Nahi, gradu na otoku Okinawi u Japanu. Srednju školu je završila na Okinawi, dok je titulu prvostupnice poduzetništva i marketinga stekla u Sjedinjenim Američkim Državama. Tijekom boravka u Sjedinjenim Američkim Državama, udala se i dobila dijete (Toyomi Jah’mira) s Amerikancem koji je poginuo 2011. godine, odmah nakon što je završila studij. Nakon toga se zajedno s djetetom vratila u Japan gdje je osnovala producentsku kuću Cipher City kako bi promovirala lokalne glazbenike.Frank, Alex: Upoznajte Akiko Urasaki, repericu s Okinawe koja je naučila engleski jezik slušajući Tupacove pjesme - i poslušajte njenu novu pjesmu Vogue, 30. rujna 2014. (pristupljeno 21. ožujka 2018.)</ref>
Počela je pisati poeziju i pjesme s trinaest godina, a njen prvi doticaj s hip-hop glazbom bio je album Tupaca Shakura All Eyez on Me. Engleski jezik naučila je slušajući svog idola, gledajući njegove intervjue te čitajući knjige. Godine 2006. objavila je svoj prvi album, odnosno EP Inner Research. Iste godine otišla je studirati u Atlantu, Georgiju. Godinu kasnije objavila je prvi studijski album Asia Wish Child. Sljedeći studijski album 8 objavila je tek deset godina kasnije, u suradnji s Chakijem Zuluom.

## Diskografija
Studijski albumi
- Asia Wish Child (2007.)
- 8 (2017.)

EP-ovi
- Inner Research (2006.)

## Vanjske poveznice
- Awich na Discogsu